# Kaio Felipe Gonçalves
Kaio Felipe Gonçalves (Curitiba, 6 luglio 1987) è un ex calciatore brasiliano, di ruolo attaccante.

## Carriera
Il 4 giugno 2013 firma con l'Al Wasl, dopo tre anni nel Yokohama F.C. in Giappone.

## Palmarès

### Club

#### Competizioni nazionali
- Thai League Cup: 1

Buriram United: 2016

#### Competizioni statali
- Campionato Paranaense: 1

Atlético Paranaense: 2005